# Franska kejserliga gardet
Franska kejserliga gardet (franska: Garde Impériale) var en militär enhet under Napoleon I. Det utgjorde en grupp elitsoldater under direkt befäl av kejsaren. Gardet bestod ursprungligen av 8 000 man men hade fram till 1812 utökats till 100 000 soldater. Det spelade roll både under Napoleons invasion av Ryssland och i slaget vid Waterloo.

## Beskrivning och historik

### Bakgrund
Det kejserliga gardet var ursprungligen en liten grupp av elitsoldater under direkt befäl av Napoleon I, men enheten skulle senare komma att växa avsevärt. Gamla gardet agerade som hans livvakt och de övriga som en sista reserv, och därför deltog de inte i alla slag. De gånger de engagerades, exempelvis vid Eylau, Friedland eller i Spanien och Ryssland, visade de en enastående effektivitet. De förintade tsarens legendariska ryska livgarde vid Austerlitz. Gardet uppstod ur Lagens livgarde (Garde du Corps Législatif), vilket skyddat den franska revolutionsregeringen, och bestod till stor del av fanatiska republikanhängare. Merparten av gardet deltog under fälttåget mot Ryssland som del av Napoleons "stora armé".
De soldater som tjänstgjorde i gardet hade alla personligen utvalts av Napoleon. De blev antingen förordade av sina officerare eller ansökte själva. Endast de som utmärkt sig på ett utomordentligt sätt i strid vid ett flertal tillfällen kom ifråga. Specifika krav ställdes för att platsa som grenadjär eller chasseur ('jägare') – dessa enheter fanns även till häst och utgjorde elittrupperna.

### Indelning och storlek
Gardet var indelat i tre avdelningar:
- Det Gamla gardet var elitens elit och var de som hade tjänat Napoleon sedan hans inledande fälttåg.
- Mellangardet utgjordes av veteraner från fälttågen mellan 1806 och 1809.
- Det Unga Gardet utgjordes av de bästa soldaterna från den årliga värnpliktsrekryteringen. De var aldrig ansedda att ha samma kaliber som de mer erfarna, men var ändå överlägsna de reguljära linjeregementena.

1804 var den totala andelen soldater i det kejserliga gardet 8 000 man. Vid tiden för Napoleons invasion av Ryssland 1812 var andelen soldater över 100 000, och Gardet hade då sina egna artilleri-, infanteri- och kavallerikomponenter – precis som en vanlig armégrupp.

### Historik
Napoleon tog väl hand om sitt garde. Alla soldater i det kejserliga gardet tilldelades en rang högre än vanliga soldater och fick även bättre lön, matransoner, logi och utrustning. De blev ofta officerare vid linjeregementen, så gardet fungerade även som plantskola för befäl. Hans försiktighet gjorde att han ibland höll dem tillbaka för länge, vilket ofta lät fienden hinna fly istället för att bli fullt nergjord.
Gardet spelade en stor roll i slutfasen av slaget vid Waterloo. Delar av Mellangardet blev inskickat i sista minuten för att rädda segern och bröt den engelska linjen med Wellingtons livgarde, trots mördande korseld. De blev helt oväntat anfallna i högra flanken av preussiskt kavalleri, som anlände till det avgörande skedet, och började då retirera. Det var första gången delar av gardet retirerade utan att ha blivit beordrade till det. Vid åsynen av detta förlorade Napoleons armé allt hopp om segern. Det Gamla gardet beordrades aldrig in och retirerade i god ordning med Napoleon i centern för Elbabataljonens fyrkant. En bataljon (500 man) täckte reträtten och kapitulerade, sedan Cambronne skadats svårt och 150 man kvarstod. De hade då tre gånger erbjudits kapitulation och lika många gånger avböjt detta. 
"Gardet dör, det ger sig inte!" ("La Garde meurt, elle ne se rend pas!") ska general Pierre Cambronne – alternativt en annan general, Claude-Etienne Michel – då ha sagt. Vissa[källa behövs] anser att Cambronne i själva verket sade "– Skit!" ("Merde!").
Det Gamla gardet blev aldrig besegrat i fält. De flesta ur det ursprungliga Gamla gardet besegrades av "general Vinter" under 1812 års fälttåg mot Ryssland, där merparten av Napoleons "Stora Armé" tillintetgjordes.

## Bildgalleri

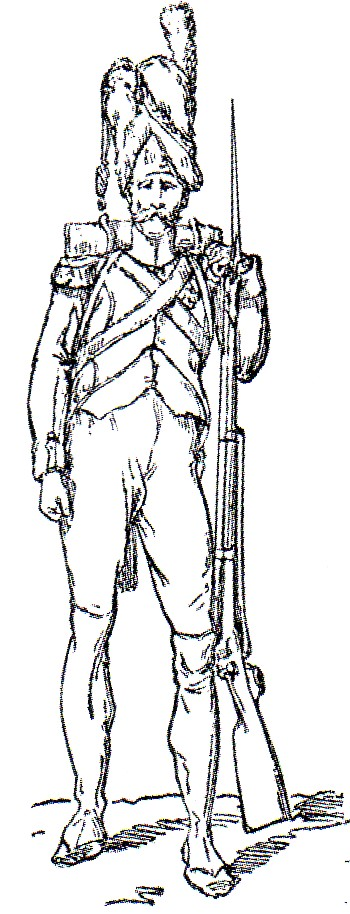
Grenadjär
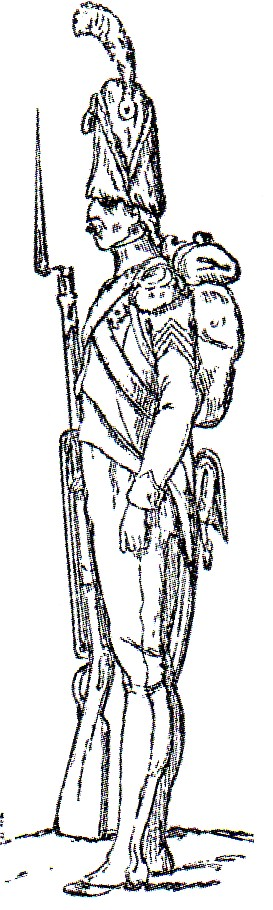
Chasseur à pied
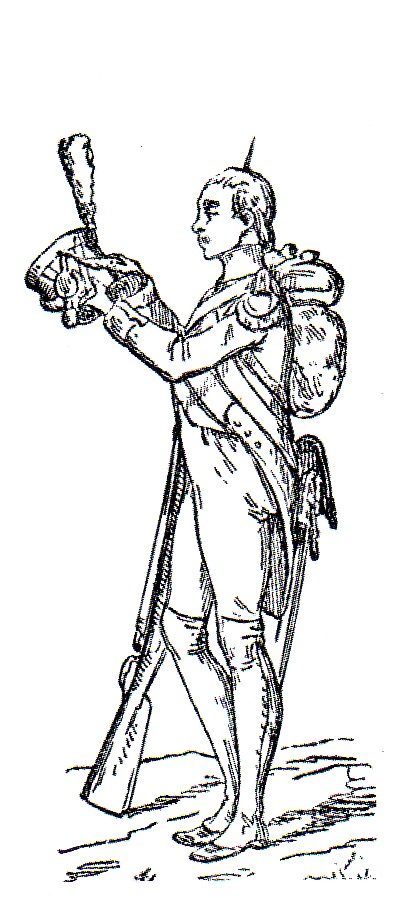
Fysiljär-grenadjär
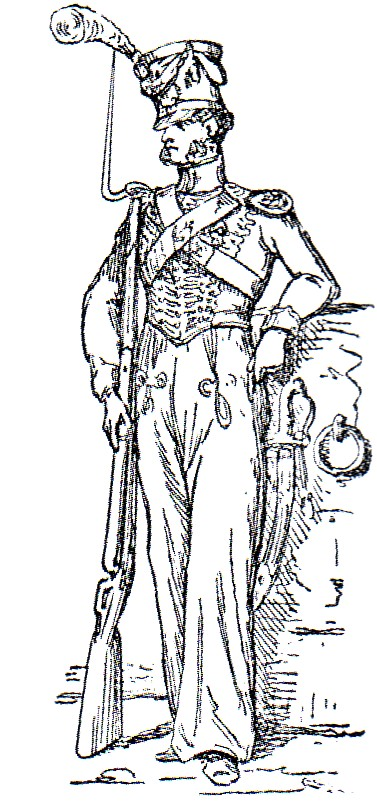
Gardets marinsoldat
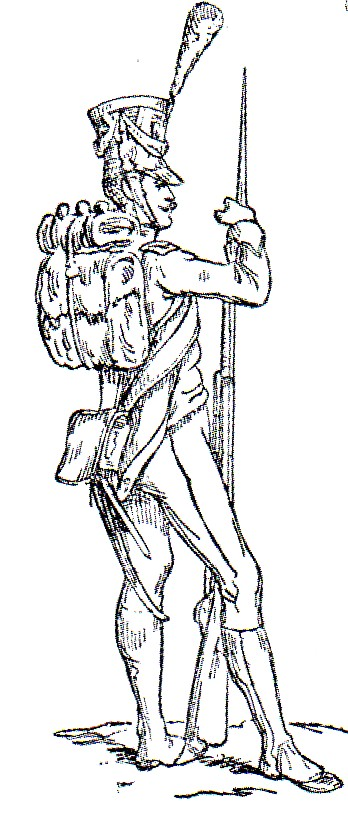
Tirailleur-grenadjär
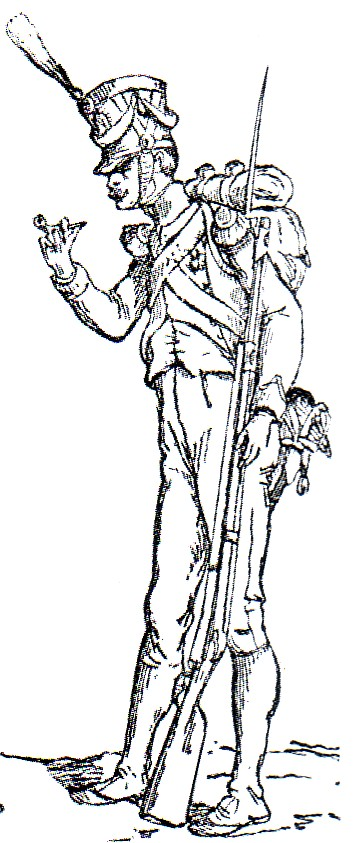
Gardets Voltigeur
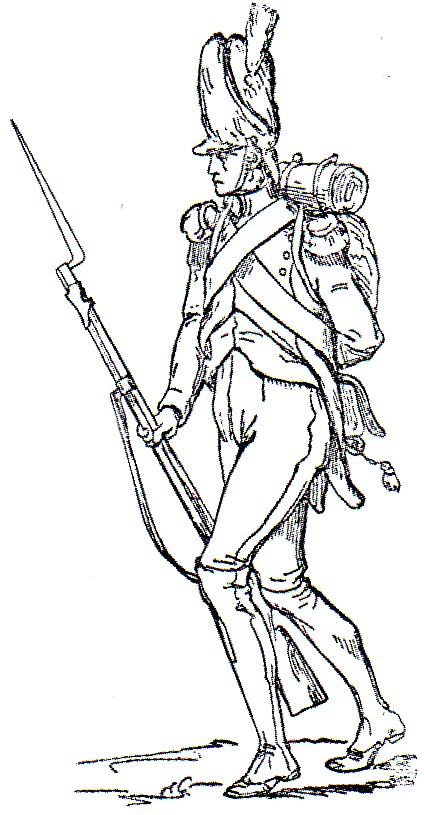
Fotartillerist
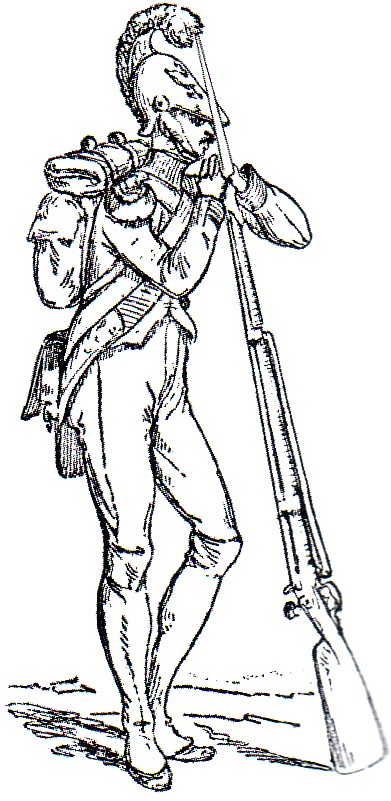
Sapeur de la Garde

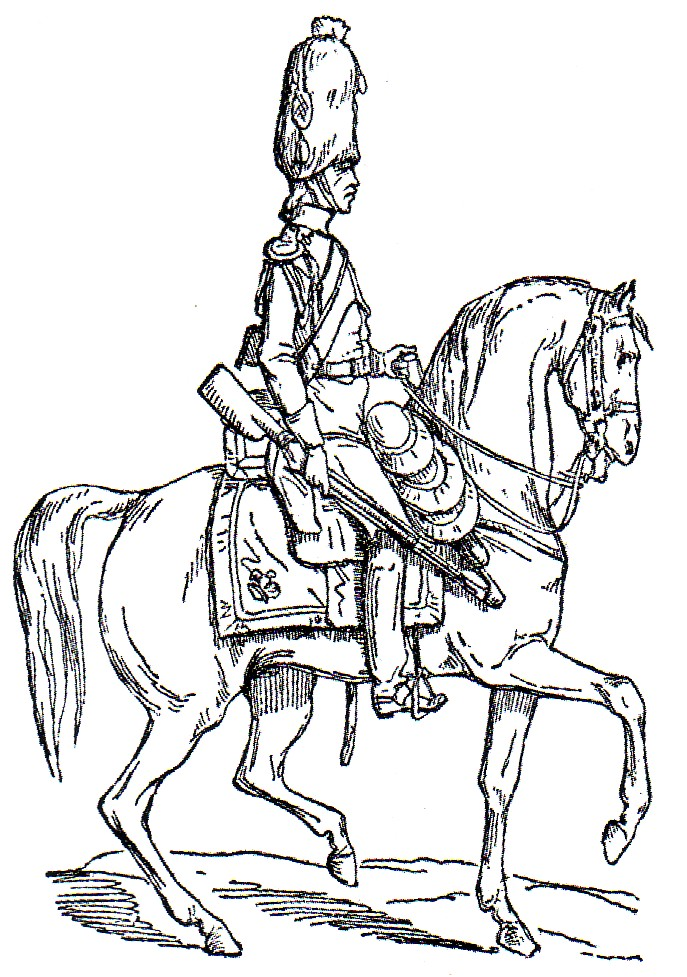
Hästgrenadjär
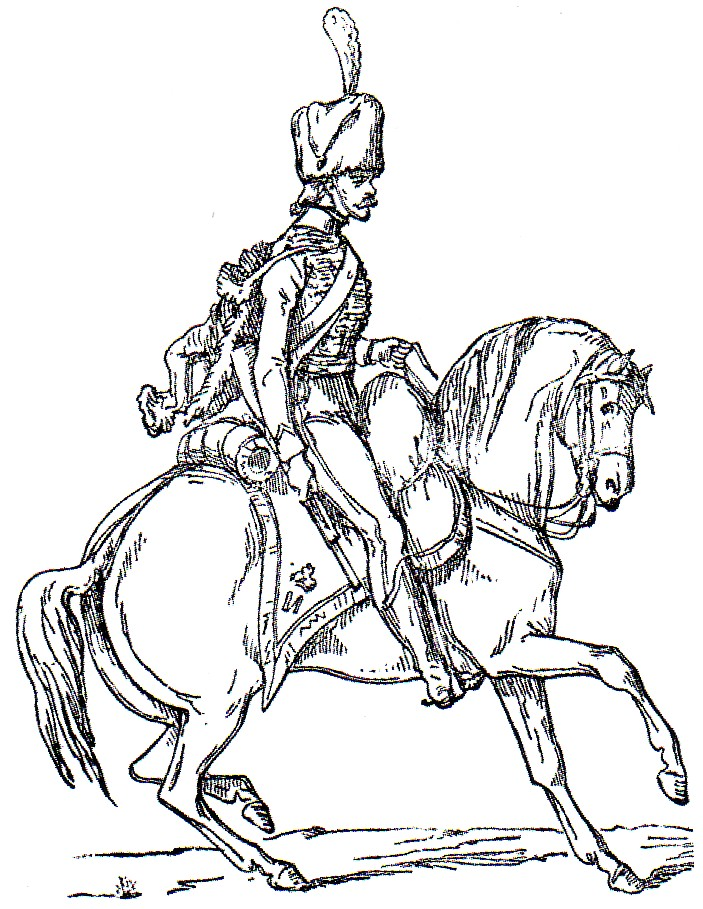
Hästartillerist
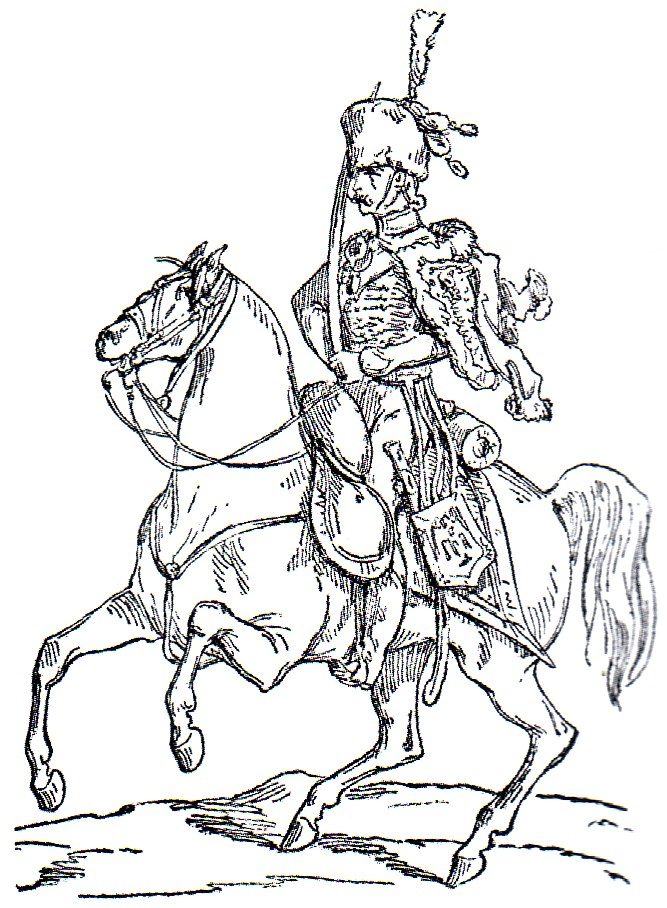
Chasseur a Cheval
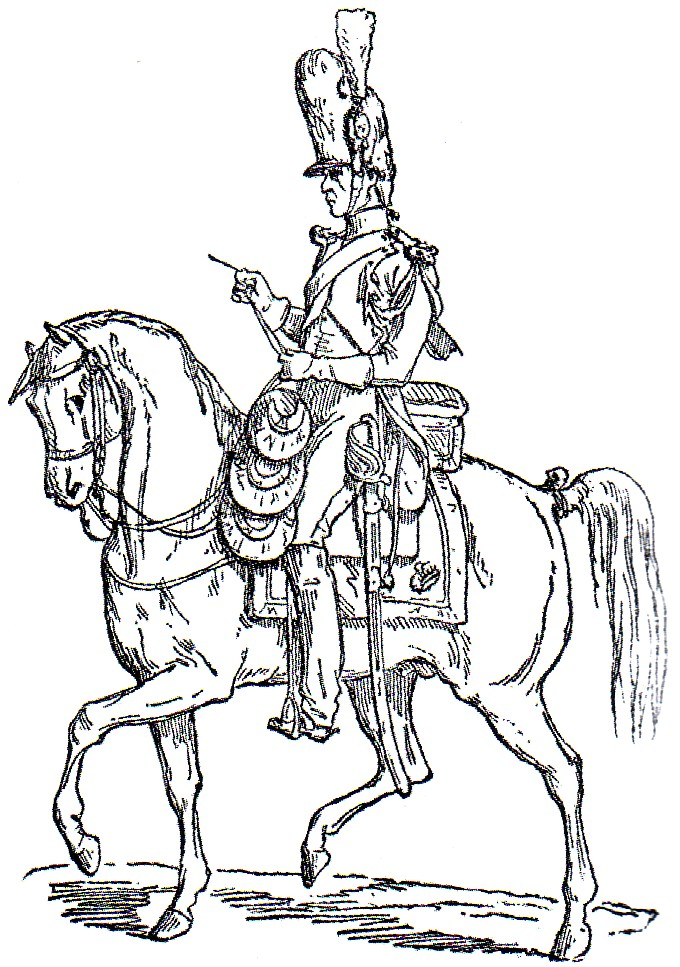
Gendarme d'élite
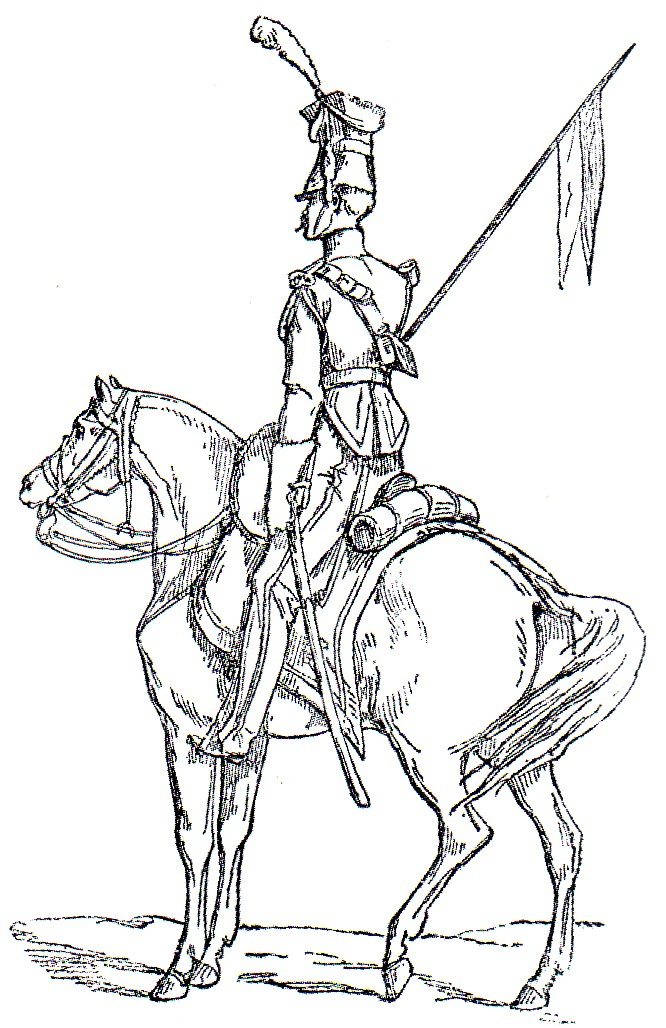
Lansiär
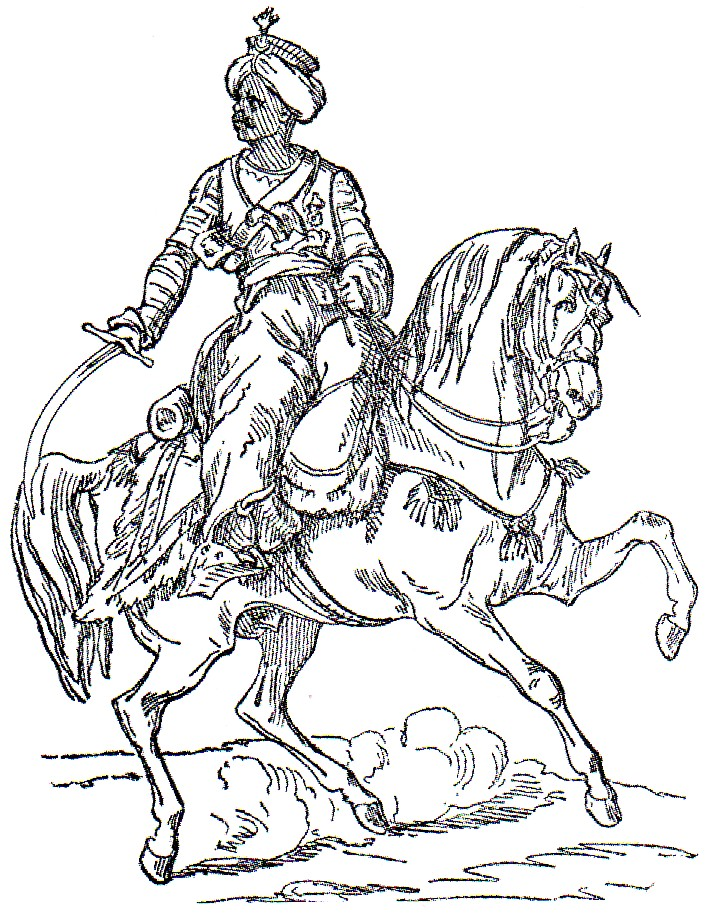
Mamluk
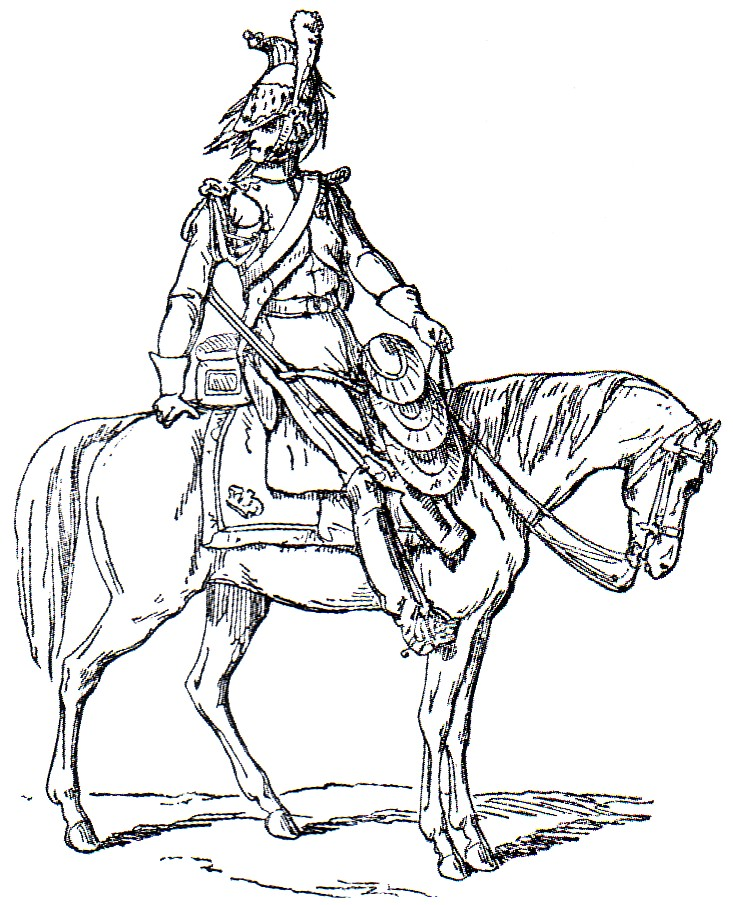
Kejsarinnans dragon
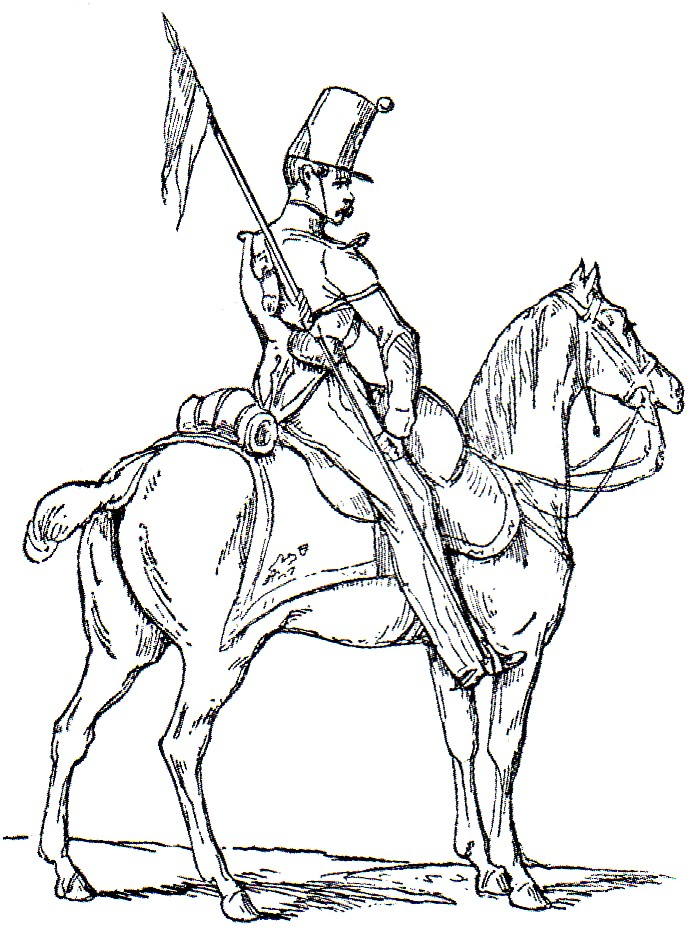
Éclaireur